# München Westkreuz
München Westkreuz – przystanek kolejowy w Monachium, w kraju związkowym Bawaria, w Niemczech. Znajduje się tu 1 peron.
| München Westkreuz |
| Linia             |
| München-Pasing    |